# Nisou
Nisou (in greco Νήσου? ed in turco Dizdarköy) è una comunità (in greco κοινότητα?, koinótita) nel distretto di Nicosia di Cipro, appena a nord di Pera Chorio e distante circa 15 chilometri dalla capitale.
È situato sulla riva nord del fiume Yalias. La vecchia strada Nicosia-Limassol passa attraverso il villaggio, mentre la nuova strada proviene da nord-ovest rispetto al villaggio.
Negli anni passati, il villaggio assomigliava ad una piccola isola poiché era circondato dal fiume Yalias. Il fiume veniva dalle montagne di Machera e si divideva nella zona di Nisou in due rami che si ricongiungevano di nuovo più a est (nella zona di Dali). A causa di ciò il villaggio prese il nome di Nisos o Nisou (che in greco significa "isola").